# Chiara Corbella Petrillo
Chiara Corbella Petrillo, geb. Chiara Corbella, (* 9. Januar 1984 in Rom; † 13. Juni 2012 in Cerveteri) war eine italienische Mutter, die von der katholischen Kirche als „Dienerin Gottes“ anerkannt wird.

## Leben
Chiara lernte ihren zukünftigen Ehemann Enrico Petrillo im Jahr 2002 kennen, als beide eine Pilgerreise nach Medjugorje unternahmen. Sowohl Chiara als auch Enrico bewunderten die Franziskaner und unternahmen mehrere Pilgerreisen nach Assisi. Sie heirateten am 21. September 2008 in Gegenwart ihres geistlichen Begleiters, eines Franziskanermönchs. Das Paar bekam zwei Kinder, 2009 und 2010; beide starben innerhalb einer halben Stunde nach der Geburt aufgrund medizinischer Komplikationen, die bereits während der Schwangerschaft diagnostiziert worden waren. Nach der Geburt und dem Tod ihrer ersten beiden Kinder traten Chiara und Enrico als Redner bei Pro-Life-Veranstaltungen in Rom auf. Als Chiara ein drittes Kind bekam, wurden bei ihr während der Schwangerschaft erneut medizinische Schwierigkeiten festgestellt, die sich als unheilbares Karzinom herausstellten. Der Krebs breitete sich unter anderem auf die Zunge und die Leber aus, was das Sehen und Sprechen im weiteren Verlauf der Krankheit erschwerte. Um das Leben des Kindes zu erhalten, verzichtete sie auf die Behandlung durch Chemotherapie.

## Kirchliche Nachwirkung
Nach ihrem Tod wurden ab 2018 konkrete Schritte zu ihrer Seligsprechung unternommen. Am 21. September, ihrem Hochzeitstag, wurde sie in der Lateranbasilika offiziell als Dienerin Gottes anerkannt.